# Louis Anderson
Louis Anderson (Dargaville, Nova Zelanda, 27 de juny de 1985) és un jugador de rugbi d'ascendència tongalèsa. Va començar a jugar a la National Rugby League amb els Warriors de Nova Zelanda amb la qual aconsegueix l'any 2004 pujar i ser cridat a formar part de la selecció de Nova Zelanda des del mateix 2004 fins al 2007. En tant que jugador de la selecció ha aconseguit el Tri-nations 2005. L'any 2008 disputà la Copa del món amb la selecció de Tonga, però una lesió li impedí continuar. El mateix any s'incorpora a la Super League i als Warrington, emportant-se la Challenge Cup el 2009 i 2010. L'any 2012 signa un contracte amb els Dragons Catalans.